# Dumitru Petrescu
Dumitru Petrescu (zis și Grivița după grevele din 1933, la care a participat activ) (n. 10 mai 1906, București – d. 13 septembrie 1969) a fost general, șef și locțiitor politic al unor divizii ale armatei, politician comunist român, vicepreședinte al Consiliului de Miniștri, președinte al Marii Adunări Naționale, ministru al finanțelor, al 124-lea ministru al Finanțelor Publice ale României și ulterior ministru pentru protecția muncii. În 1970, Consiliul de Stat a atribuit numele Dumitru Petrescu unor străzi din municipiiile București și Oradea și din orașul Sfâtu Gheorghe.

## Biografie
A devenit membru al Partidului Comunist din România în anul 1932.
A fost condamnat la muncă silnică pe viață pentru participare la greva de la Atelierele CFR Grivița din 1933,
dar împreună cu Gheorghe Vasilichi și Constantin Doncea, reușește să evadeze (se pare că în spatele organizării acțiunii au stat Marcel Pauker și Gheorghe Stoica, alias Moscu Kuhn) în mod spectaculos din închisoarea de la Craiova.
Ulterior, Dumitru Petrescu a fugit în Cehoslovacia și apoi în URSS; a participat ca luptător la Războiul civil din Spania.
A urmat cursurile Școlii Superioare Internaționale Leniniste din URSS (1935–1938). A lucrat la secțiile române ale Editurii în limbi străine și postului de radio Moscova. Din toamna anului 1939 lucrează în cadrul Direcției a VII-a a Direcției Superioare Politice a Armatei Roșii, care se ocupa cu activitatea de descompunere a armatelor dușmane.
După formarea Diviziei "Tudor Vladimirescu" în noiembrie 1943, a fost numit ca ajutor al comandantului, adică șef al Secției Politice a Diviziei. I s-a acordat direct gradul de maior. A revenit în România în august 1944, având funcția de șef al Secției Educație și Cultură. Este numit apoi locțiitor politic al Diviziei "Horia, Cloșca și Crișan" și înaintat la gradul de locotenent-colonel. A îndeplinit funcția de subsecretar de stat la Ministerul de Război (pentru Armata de Uscat) (6 decembrie 1944 - 28 februarie 1945). După întoarcerea în țară, este ridicat la gradul de general și numit, prin Înaltul Decret Regal nr. 1629 din 6 august 1947, inspector general al armatei pentru educație, cultură și propagandă.

## Activitatea politică
A fost membru al CC al PCR. A îndeplinit funcțiile de președinte al Marii Adunări Naționale (26 ianuarie - 29 mai 1950), președinte al Comitetului de Stat al Aprovizionării (cu rang de ministru) (14 ianuarie 1951 - 9 martie 1952), ministru de finanțe (9 martie 1952 - 3 octombrie 1955), vicepreședinte al Consiliului de Miniștri (4 octombrie 1955 - 26 mai 1956) și președinte al Comitetului de Stat pentru Protecția Muncii (cu rang de ministru) (30 decembrie 1965 - 8 decembrie 1967).

## Distincții
- Medalia „A cincea aniversare a Republicii Populare Române” (24 decembrie 1952) „pentru lupta și munca duse în vederea făuririi, consolidării și prosperării Republicii Populare Române”[5]
- Ordinul „Tudor Vladimirescu” clasa a II-a (30 aprilie 1966) „cu prilejul celei de-a 45-a aniversări de la înființarea Partidului Comunist din România, pentru îndelungată activitate în mișcarea muncitorească și merite deosebite în opera de construire a socialismului”[6]
- Medalia „A XXV-a Aniversare a Eliberării Patriei” (4 august 1969) „pentru merite deosebite în lupta împotriva fascismului, în eliberarea țării, în războiul antihitlerist, în instaurarea puterii democrat-populare și construirea socialismului în Republica Socialistă România, cu prilejul celei de-a XXV-a aniversări a eliberării patriei”[7]